# 交響曲 (デュカス)
ポール・デュカスの交響曲ハ長調（仏: Symphonie en ut majeur）は、1896年に完成された交響曲。演奏時間はおよそ40分。

## 概要
デュカス30歳の1895年に着手され翌年に完成した。デュカスの遺した唯一の交響曲である。1897年1月3日、パリ・オペラ座にてポール・ヴィダルの指揮により初演され、ヴィダルに献呈された。4ヶ月後に初演された「魔法使いの弟子」とは異なり初演では好意的な反応を得られなかったが、1902年のコンセール・ラムルーとカミーユ・シュヴィヤールによる再演で高い評価を得てレパートリーに加わることになる。ピエール・ラロは、緩徐楽章の「深遠な情感」、終楽章の「力強い主題群……構成の強固さ、一体性、そして精悍な活力」を称賛した。濱田滋郎は、「フランクのそれ（交響曲）にも比肩しうる近代フランス楽派の優れた遺産の一つ」と述べている。
作品の特徴としては、古典的な構築性や、卓抜な管弦楽法が挙げられる。デュカスは交響曲を、音楽の主体性と自立性を裏付ける最高のジャンルと考えて、ルートヴィヒ・ヴァン・ベートーヴェンに敬意を持っていた。作品の堅固な造形は、主要主題の多くが4小節や8小節単位で区切られたり、三和音を基礎に作られたりしていることにも表れている。ただし、豊富な楽想が用いられているほか、旋律の和声的な屈折や、フランクやリヒャルト・ワーグナーの影響を感じさせる大胆な響きも聞かれ、楽曲構成や和声は複雑である。

## 編成
フルート3（ピッコロ1持替）、オーボエ2、クラリネット2、ファゴット2、ホルン4、トランペット2、ピッコロトランペット（第3楽章のみ）、トロンボーン3、チューバ、ティンパニ、弦五部

## 構成
急－緩－急の全3楽章からなる。これはヴァンサン・ダンディの「フランスの山人の歌による交響曲」、フランクの交響曲、エルネスト・ショーソンの交響曲などと共通するが、中心主題が全曲を統一する構造（循環形式）は採用していない。
第1楽章 Allegro non troppo vivace, ma con fuoco
ソナタ形式。8分の6拍子。ハ長調。どこか忙しげな第1主題（譜例1）がヴァイオリンで提示されしばらく発展した後、オーボエなどによる経過部を経て、対照的な性格の優美な第2主題（譜例2）が弦楽合奏で奏される。このとき低音部に現れていた第2主題の対旋律は徐々に変形していきファンファーレ風の勇壮な第3主題（譜例3）としてホルンに登場する。

譜例1

譜例2

譜例3
続く展開部では第1主題が十分に変形・発展した後、第2主題が絡んで再現部へと繋げる。再現部は、第2・第3主題がハ調に移されていることを除くと提示部にきわめて忠実に進行する。一旦静まった後、動きを早めて豪快なコーダで結ぶ。
第2楽章 Andante espressivo e sostenuto
ソナタ形式。8分の4拍子。ホ短調。2つの主題から成る。木管楽器とホルンによる短い導入部に続き、ヴァイオリンが静かな第1主題を奏するが導入部の音型はそのまま他楽器により奏で続けられる（譜例4）。

譜例4
経過部（譜例5、6）の後、繊細な響きに乗ってこれもやはり美しい第2主題（譜例7）が提示され展開する。再度第1主題が展開された後、導入部のリズム伴奏により経過部に登場した旋律（譜例5）が木管楽器で朗々と奏され盛り上がる。その後、第1主題、第2主題の順で再現された後、静かに終わる。

譜例5

譜例6

譜例7
第3楽章 Allegro spiritoso
ロンド形式。ハ長調。4分の3拍子=8分の9拍子。冒頭ホルン、ファゴット、チェロで晴れやかな気分のロンド主題Aが奏され、弦楽器などが三連符を多用して伴奏する（譜例8）。

譜例8
Aが何度か繰り返された後、ヴァイオリンに起伏の大きな主題B（譜例9）が登場し、次第に活気を増しながら繰り返される。その過程で別の主題C（譜例10）も低音部から登場し最後はトランペットで奏される。

譜例9

譜例10
高まりの頂点で再びAが登場、展開後、優美な主題D（譜例11）がヴァイオリンに現れ繰り返される。その後、Aが三度登場するがDの後を受けて表情が優しくなっている。Bの変形が荒々しく奏された後、四度Aが現れ、既出の主題を巧みに用いたコーダで曲を締め括る。

譜例11